# Les Orphelins de la mer
Pour plus de détails, voir Fiche technique et Distribution.
Les Orphelins de la mer (The Splendid Road) est un film américain réalisé par Frank Lloyd et sorti en 1925.

## Synopsis
L'action se déroule pendant la ruée vers l'or en Californie en 1848. La jeune Sandra De Hault arrive par bateau à Sacramento. Alors qu'elle était à bord, elle adopte trois enfants dont la mère est morte pendant le voyage.

## Fiche technique
- Réalisation : Frank Lloyd
- Scénario : J.G. Hawks d'après le roman The Splendid Road de Vingie E. Roe (en)[1]
- Photographie : Norbert Brodine
- Production : Frank Lloyd Productions
- Distributeur : First National Pictures
- Durée : 80 minutes
- Date de sortie : 6 décembre 1925

## Distribution
- Anna Q. Nilsson : Sandra De Hault
- Robert Frazer : Stanton Halliday
- Lionel Barrymore : Dan Clehollis
- Edwards Davis : John Grey - Banker
- Roy Laidlaw : Capt. Sutter
- DeWitt Jennings : Capt. Bashford
- Russell Simpson : Capt. Lightfoot
- George Bancroft : Buck Lockwell
- Gladys Brockwell : Satan's Sister
- Pauline Garon : Angel Allie
- Marceline Day : Lilian Grey
- Mary Jane Irving : Hester Gephart
- Mickey McBan : Billy Gephart
- Edward Earle : Dr. Bidwell